# Encefalite
L'encefalite è un processo infiammatorio che colpisce l'encefalo. Quando vi sono associati processi infiammatori a carico del midollo spinale (mieliti), si parla di “encefalomielite”; quando il processo infiammatorio coinvolge anche le meningi, si parla di “meningoencefalite” o “meningoencefalomielite”.

## Classificazioni
I processi infiammatori dell'encefalo possono essere determinati da numerosi fattori morbigeni (batteri, virus, miceti, parassiti, sostanze tossiche, ipersensibilità, ecc.); ugualmente, i caratteri anatomo-patologici con cui sono originati tali processi possono essere molto differenti per estensione, per sede, per tendenza a produrre (o meno) lesioni emorragiche o necrotiche o suppurative, oppure per la partecipazione di altre componenti del sistema nervoso. La difficoltà di una classificazione unitaria delle encefaliti dipende dal fatto che i criteri eziologici non coincidono sempre con quelli anatomopatologici, né con quelli clinici.
Sono state pertanto tentate varie classificazioni delle encefaliti:
- in base all'eziologia (encefaliti da virus, da batteri, ecc.)
- in base alla patogenesi (encefaliti primitive o encefaliti secondarie)
- in base alla via di propagazione e alla diffusione del processo infiammatorio (encefaliti a focolai, metastatiche, diffuse, ecc.)
- in base all'interessamento della sostanza bianca o della sostanza grigia (leucoencefaliti, polioencefaliti)
- a seconda delle alterazioni anatomo-patologiche associate (encefaliti perivenose, emorragiche, suppurative, ecc.)

## Clinica

### Sintomatologia
Le encefaliti possono presentarsi con segni e sintomi molto differenti: 
- Disturbi dello stato di coscienza (obnubilamento o confusione mentale con torpore psichico oppure, al contrario, stati di eccitamento con confusione mentale)
- Segni di focolaio (aprassie, afasie, agnosie, epilessia)
- Disturbi della motilità, della sensibilità, segni cerebellari, segni extrapiramidali
- Segni meningei (dolore, rigidità nucale) e sintomi midollari

### Diagnosi
È basata su:
- Sintomatologia neurologica polifocale, specie se sul fondo di uno stato infettivo
- Esame del liquido cefalorachidiano
- Esame elettroencefalografico
- Neuroradiologica (imaging TC con e senza contrasto; RM dopo una prima valutazione)

### Terapia
Le terapie sono in funzione dell'eziologia o della patogenesi. Si somministreranno, per esempio, antibiotici nel caso delle encefaliti batteriche o purulente; cortisonici o specifici agenti antivirali nel caso delle encefaliti virali ecc. Si ricorrerà inoltre a mezzi di supporto quali la respirazione artificiale nei casi in cui siano compromesse le condizioni vitali.